# 38歲離婚一次的獨身女嘗試相親App的成果日記
《38歳離婚一次的獨身女嘗試相親App的成果日記》是日本插畫家松本千秋的作品，以作者的真實體驗爲作品題材。
2020年被東京電視台改編爲電視劇，於11月19日起在Drama Paravi時段播出，由山口紗彌加主演。

## 故事大綱
在好友的推薦下，38歳離婚一次的松本千秋抱著好奇心開始使用交友App。當中有很多不介意年齡差距的年下男子，千秋意外的大受歡迎。因為早期結婚，幾乎沒有與其他男性交往的經驗的千秋，不知不覺沉醉在這個與年下男子約會的世界。而等待千秋的是和自己世代不一樣的戀愛觀和四十代女性的煩惱與孤獨。

## 登場角色

### 主要角色
- 松本千秋（38）：山口紗彌加

本作女主角，自由插畫家，24歳結婚，35歳時離婚。為了重新挽回因早結婚而失去的青春，在好友的推薦下開始使用交友App。
曾經因為錯過了親友RIka的電話，認為自己沒能夠及時伸出援手而導致對方自尋短見，放棄使用交友App。
後來在好友節子的鼓勵下重新振作，而自身經歷作為題材推出漫畫，並再次開始使用交友App
- Rika：町田瑪麗

千秋的親友，因為工作關係，遷往山梨縣。經常使用交友App和交友網站。
曾經和前自衛隊員定下婚約，後來分手，因此渴望再次結識自衛隊員。後來因為找不到戀愛對象而自尋短見。
- Mami：野村麻純

出版社編輯者，千秋的工作伙伴。
本劇番外篇「25歳當今女子嘗試相親App的成果日記」的女主角。
- 酒吧老闆：増子直純

千秋和Rika常到的酒吧的老闆。
- 酒吧常客：品田誠

- 節子：佐藤藍子

千秋的高中同校生，認識多年的好友，結婚多年但是未能懷上孩子。
最終成功懷孕並遷往千葉縣定居。

### 和千秋配對的男性
- Venture君：稻葉友

電子企業社長。說話直接，卻有不為人知的一面。
- 羅密歐君：鹽野瑛久

演員。曾經短暫居住在千秋的家，一天晚上聲稱會一會經理人後回來，卻再沒有再出現。
- 演員君：本田響矢

新人演員。千秋曾經認為的心靈密友。
- 代理店君：福山翔大

在代理店工作的社員。為人紳士，讓千秋從演員君的陰霾中走出來的對象。
- 大學生君：前原滉（第1話）

- 服裝君：世古口凌（第1, 4, 6話）

- 紳士君：小林亮太（第2話）

- 國立君：鈴木康介（第1, 2話）

- 甜點廚師君：富田健太郎（第6話）

- 社長君：弓削智久（第4話）

- 混血君：當間ローズ（第1話）

- 房產君：財木琢磨（第1話）

- 模特兒君：沼口拓樹（第1話）

- 籃球君：澤井一希（第1話）

## 製作團隊
- 編劇：舘そらみ
- 導演：酒井麻衣
- 主製作人：山鹿達也
- 製作人：祖父江里奈、小松幸敏、石塚清和
- 主題曲：東京事變〈命之帳〉[2]
  - 作詞：椎名林檎、作曲：伊澤一葉
- 製作著作：東京電視台、FINE Entertainment

## 播出日程
| 集數  | 播出日期 | 日文標題 | 中文標題             |
| ----- | -------- | -------- | -------------------- |
| 第1話 | 11月19日 |          | 與年下男子…這是愛情  |
| 第2話 | 11月26日 |          | 38歳的少女心與企圖!? |
| 第3話 | 12月3日  |          | 柏拉圖式不行嗎!?     |
| 第4話 | 12月10日 |          | 享受大人般的戀愛中!? |
| 第5話 | 12月17日 |          | 與戀人以下的年下同居 |
| 第6話 | 12月7日  |          | 決斷! 消去約會App    |

## 外部連結
- 官方网站（日語）
- 38歲離婚一次的獨身女嘗試相親App的成果日記的X（前Twitter）（日語）
- 38歲離婚一次的獨身女嘗試相親App的成果日記的Instagram帳戶（日語）

| 日本 東京電視台 Drama Paravi                 | 日本 東京電視台 Drama Paravi                                                 | 日本 東京電視台 Drama Paravi |
| -------------------------------------------- | ---------------------------------------------------------------------------- | ---------------------------- |
|                                              | 38歳離婚一次的獨身女嘗試相親App的成果日記 （2020年11月19日－2020年12月24日） |                              |
| 所以我化妝 （2020年10月8日－2020年11月12日） | 大叔與貓 （2021年1月7日－2021年3月25日）                                     |                              |